# Chemieunfall bei PEPCON

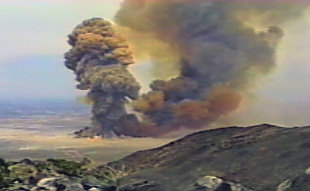
Heftige Explosion im Zuge des Unfalls

Der Chemieunfall bei PEPCON ereignete sich am 4. Mai 1988 in dem Chemiebetrieb Pacific Engineering Production Company Nevada (PEPCON) nahe Henderson im US-Bundesstaat Nevada. Das Feuer und die folgenden Explosionen kosteten zwei Personen das Leben, verletzten 372 weitere Menschen und verursachten einen geschätzten Schaden von 100 Millionen US-Dollar. Ein Umkreis von 16 km bis nach Las Vegas war betroffen, die Behörden setzten ihre Katastrophenpläne in Gang.

## Hintergrund
Der PEPCON-Betrieb war einer von nur zwei amerikanischen Herstellern von Ammoniumperchlorat, einem Oxidationsmittel, das als Hauptbestandteil von APCP in  Feststoffraketentriebwerken für militärische und zivile Zwecke eingesetzt und verwendet wird. Der andere Produzent, Kerr-McGee, hatte seine Anlagen weniger als 2,4 km entfernt von PEPCON, also innerhalb des Bereichs, der von den Explosionen betroffen war. Daneben stellte PEPCON Service eine Reihe von Reinigungsgeräten für die Umwelt her.
Nach der Explosion der Raumfähre „Challenger“ am 28. Januar 1986 verhängte die NASA ein Startverbot für die verbleibende Flotte. Die US-Regierung ließ jedoch weiterhin Ammoniumperchlorat von PEPCON herstellen, obwohl geraume Zeit kein Raketentreibstoff zum Befüllen der Space-Shuttle-Booster verbraucht wurde. Nach dem Stopp des Raumfahrtprogramms kamen keinerlei Anweisungen der Regierung dazu, was mit dem auf Halde produzierten Treibstoff geschehen soll. Daher lagerte PEPCON eine große Menge des hergestellten Ammoniumperchlorats vor Ort; geschätzte 4000 Tonnen des Fertigprodukts wurden zur Zeit des Unfalles gelagert.

## Verlauf
Das Feuer brach zwischen 11:30 und 11:40 Uhr in oder um eine der Trocknungseinrichtungen im PEPCON-Betrieb aus. Der Stahlrahmen mit Wänden aus glasfaserverstärktem Kunststoff (GFK) und der Dachstuhl waren bei einem Gewittersturm beschädigt worden und sollten repariert werden. Vermutlich verwendeten die Angestellten dafür Flüssigteer und ein Schweißgerät. Das Feuer verbreitete sich schnell im GFK-Material, beschleunigt durch Ammoniumperchlorat-Anhaftungen. Da in diesem Bereich jedoch auch Behälter standen, in welche Mitarbeiter zusammengekehrte Reste des Produkts entsorgten, könnte auch eine achtlos in einen dieser Behälter geworfene Zigarettenkippe den Brand ausgelöst haben. Laut einer Dokumentation mit dem Titel Destruction in the Desert ist die Brandursache bis heute unklar. Mitverantwortlich für dieses Unglück ist nachfolgenden Untersuchungen gemäß schlechte Betriebsführung (bad housekeeping), vor allem im Abfüllbereich vorhandene, verunreinigte Reste des Endprodukts.
Versuche der Angestellten, das Feuer zu löschen, waren erfolglos, und sie brachen ihre Bemühungen ab, als eine Reihe von 200-Liter-Fässern explodierte. Die Zeit zwischen den ersten kleineren Explosionen und der ersten großen Explosion konnte nicht genau festgestellt werden. Wahrscheinlich lag sie zwischen 10 und 20 Minuten. Nach der Aufgabe der Löschversuche wurde die Fabrik evakuiert. Die Mitarbeiter liefen oder fuhren weg. Ungefähr 75 Menschen wurden in Sicherheit gebracht. Nur zwei waren noch im Betrieb, als sich die erste Explosion ereignete. Beide wurden getötet. Der erste war geblieben, um die Feuerwehr telefonisch zu instruieren, der andere war der Werksleiter, der sich außerstande sah, das Gelände zu verlassen.
Die erste von zwei Hauptexplosionen trat im Lagerbereich für Fässer auf. Das Feuer griff rasch um sich und erreichte das Hauptlager, in dem die versandbereiten Aluminiumbehältnisse gestapelt waren. Dieses führte zu einer starken Explosion. Die zweite Hauptexplosion erfolgte ungefähr vier Minuten später. Nach der zweiten Explosion blieb sehr wenig brennbares Material übrig, und das Feuer wurde schnell kleiner. Unter der Fabrik verlief jedoch eine Fernpipeline eines Gaswerkes, die bei der Explosion gebrochen war und dem Feuer zusätzlich Nahrung gab. Die Gasleitung wurde um 12:59 Uhr von der Gasfirma an einem Ventil knapp 2 km entfernt abgestellt.
Diese zwei Explosionen ergaben bei der Messung durch die nationale Erdbeben-Informationszentrale in Colorado, ungefähr 950 km entfernt, ca. 3,0 und 3,5 auf der Richterskala. Über 4000 Tonnen Ammoniumperchlorat zersetzten sich. Ein 4,5 m tiefer und über 60 m breiter Krater blieb anstelle der Lagerhalle zurück.
Der Leiter der ca. 2,4 Kilometer nördlich der Fabrik gelegenen Hauptfeuerwache von Henderson sah die Rauchsäule. Er gab sofort Alarm, und eine Sondereinheit fuhr in Richtung der Anlage. Als die Einheit noch ca. 1,5 km von der Fabrik entfernt war, kam es zur ersten Explosion. Es gab einen Feuerball mit ungefähr 30 m Durchmesser, der weithin sichtbar war. Die Druckwelle zerstörte die Fahrzeugscheiben, und Glasscherben verletzten die Insassen. Sie waren gerade dabei zu wenden, als um 11:54 Uhr die zweite, heftigere Explosion stattfand, die das Fahrzeug weiter beschädigte. Deshalb und wegen der Größe und der Art des Feuers wurden aus Sicherheitsgründen keine direkten Löschversuche unternommen.
Nachfolgende Untersuchungen ergaben, dass Ammoniumperchlorat als reines Oxidationsmittel nicht brennbar ist, geschweige denn Detonationen einer solchen Wucht auslösen kann. Erst infolge einer Mischung dieser Substanz mit anderen Materialien oder durch diverse Verunreinigungen wird diese instabil. Diese waren Abrieb von den Pepcon-Lagerbehältern, die teils aus Kunststoff, teils, mit größerem Fassungsvermögen, aus Aluminium bestanden (genau diese Materialien finden sich – als beigemischtes Granulat – in den Booster-Feststoffladungen für Raketen).

## Schadensermittlung
Der PEPCON-Betrieb und eine nahe gelegene Marshmallow-Fabrik wurden zerstört. Schäden innerhalb eines Radius von knapp 2,5 km waren zerstörte Autos, strukturelle Beschädigungen an Gebäuden und zerstörte Stromleitungen. Innerhalb von fünf Kilometern gab es Schäden an Gebäuden wie zerstörte Fenster, verschobene Wände oder herausgesprengte Türrahmen. Am 11 km entfernten internationalen Flughafen von Las Vegas gingen Scheiben zu Bruch, und Türen wurden aufgedrückt, in einer Boeing 737 im Landeanflug spürten Passagiere und Besatzung die Erschütterung durch die Druckwelle.
Neuere Analysen der Explosionsschäden führten zu einem geschätzten Äquivalent von 250 Tonnen TNT.
PEPCON änderte seinen Namen nach dem Unglück in Western Electrochemical Corporation (WECCO) und produziert weiterhin Ammoniumperchlorat 23 km außerhalb von Cedar City im Bundesstaat Utah. Nach einer weiteren Umbenennung wurde das Unternehmen 2015 von Jon Huntsman senior übernommen.

## Belege
1. ↑  Zusammenfassung des Berichts (Memento vom 14. Mai 2008 im Internet Archive) an das DOD Explosives Safety Board von Jack W. Reed und William H. Zehrt
2. ↑  Huntsman family to acquire American Pacific's specialty chemicals business, 16. November 2015